# Poussay
Poussay ([puˈsɛ] , bis 1793 noch mit der Schreibweise Poussey) ist eine französische Gemeinde mit 660 Einwohnern (Stand: 1. Januar 2022) im Département Vosges in der Region Grand Est. Sie gehört zum Arrondissement Neufchâteau (bis 2024 Épinal) und ist Mitglied im Gemeindeverband Communauté de communes de Mirecourt Dompaire. Die Bewohner werden Porsuavitains und Porsuavitaines genannt.

## Geografie
Die Gemeinde Poussay liegt 35 Kilometer nordwestlich von Épinal und 45 Kilometer südlich von Nancy am Fluss Madon. An der südlichen Gemeindegrenze mündet hier der Val d’Arol.
Poussay besteht aus dem alten Dorfkern, der etwa 20 Meter über dem Unterdorf aufragt sowie der ehemaligen Manufaktursiedlung im Norden und weiträumigen Einfamilienhaus-Strukturen im Süden, die bis an die Grenzen des Stadtgebiets von Mirecourt heranreichen.
Nachbargemeinden von Poussay sind Ambacourt im Norden, Chauffecourt im Nordosten, Mazirot im Osten, Mirecourt im Süden, Ramecourt im Südwesten sowie Puzieux im Nordwesten.

Poussay
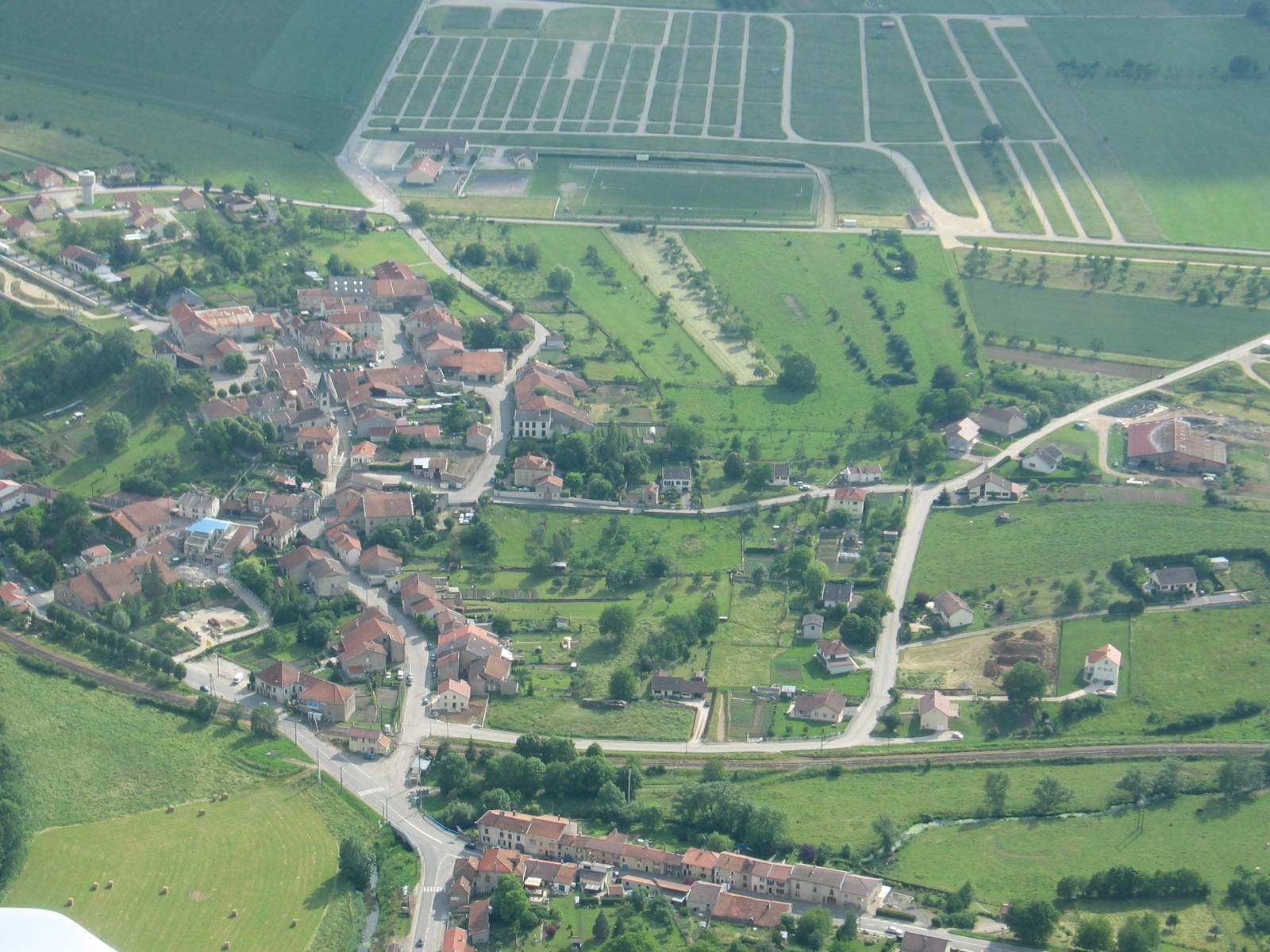
Unten die ehemalige Manufaktursiedlung, links das Unterdorf, auf dem Hang darüber das Oberdorf, im Hintergrund das Areal der Landwirtschaftsmesse
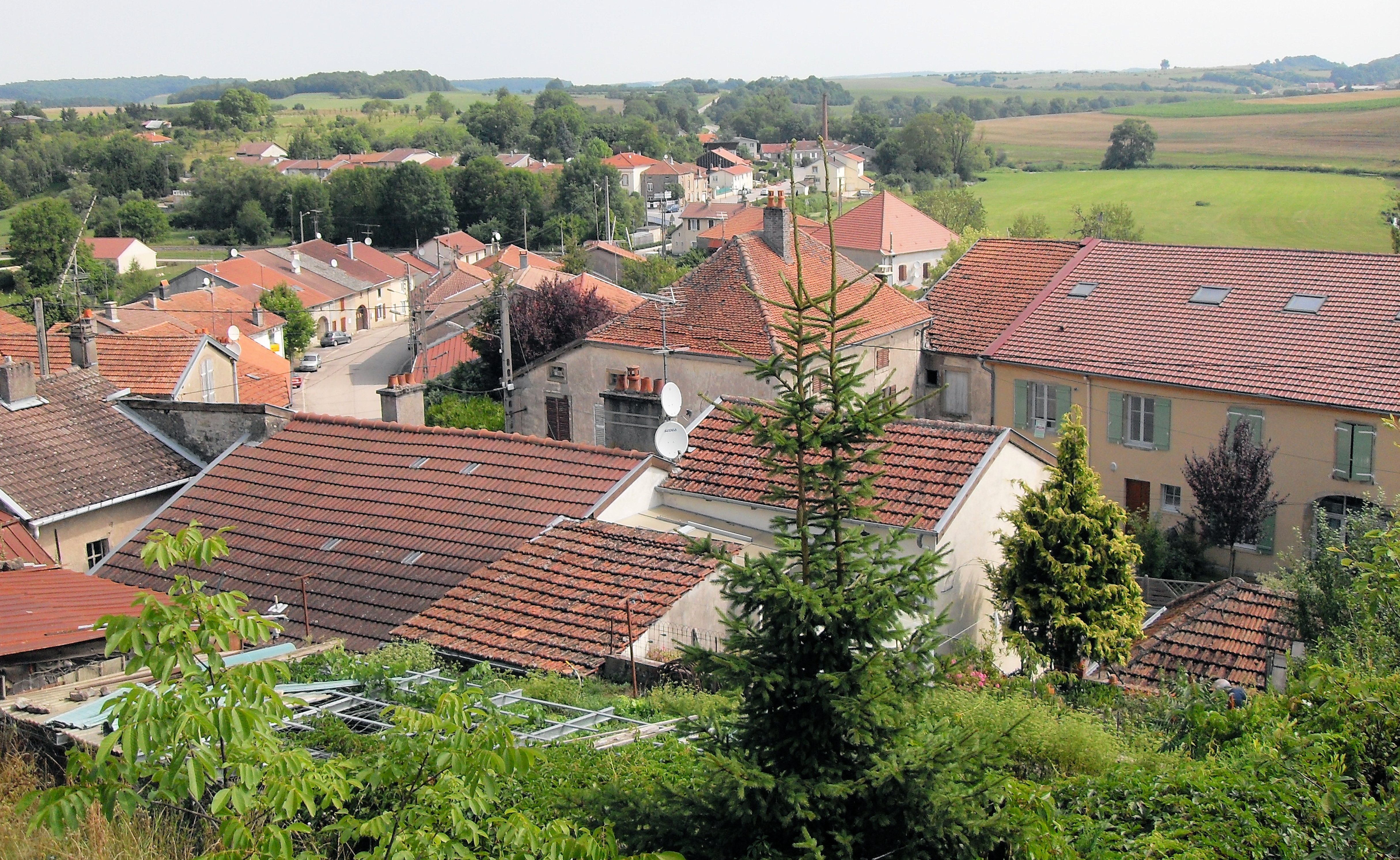
Unterdorf

## Geschichte
Der Name des Ortes wird aus dem lateinischen Portus suaci (oder Portus suavis) abgeleitet. Der Ort Poussay lag an einer von den Römern angelegten Straße.
Im frühen 11. Jahrhundert gründete Berthold, Bischof von Toul, ein Benediktinerinnenkloster, das vierte in Lothringen nach Remiremont, Bouxières-aux-Dames und Épinal. Die Abtei wurde 1026 geweiht. Gegen Ende des Mittelalters wurde es zu einem Stift von Kanonissinen. 1598 wurden die ersten Mitglieder der Kongregation Notre-Dame aufgenommen, darunter Alix Le Clerc. Von den Gebäuden des Klosters bzw. des Stifts ist fast nichts erhalten. Berühmt ist das Poussay-Evangelistar mit einem Prachteinband aus Gold und Elfenbein, welches angeblich vom späteren Papst Leo IX. dem Kloster geschenkt worden war.
1598 entstand in Poussay unter der Ägide von Pierre Fourier die erste Mädchenschule, an der unter anderem Alix Le Clerc kostenlos lehrte.
Die Kirche Saint-Maurice wurde im Jahr 1757 errichtet, das Rathaus (Mairie) stammt aus dem Jahr 1842.

### Bevölkerungsentwicklung
| Jahr      | 1962 | 1968 | 1975 | 1982 | 1990 | 1999 | 2006 | 2012 | 2021 |
| --------- | ---- | ---- | ---- | ---- | ---- | ---- | ---- | ---- | ---- |
| Einwohner | 457  | 462  | 498  | 786  | 810  | 733  | 726  | 716  | 667  |

Im Jahr 1990 wurde mit 810 Bewohnern die bisher höchste Einwohnerzahl ermittelt. Die Zahlen basieren auf den Daten von cassini.ehess und INSEE.

## Sehenswürdigkeiten
- Dorfbrunnen aus dem 17. Jahrhundert, als Monument historique klassifiziert
- Pfarrkirche St. Mauritius

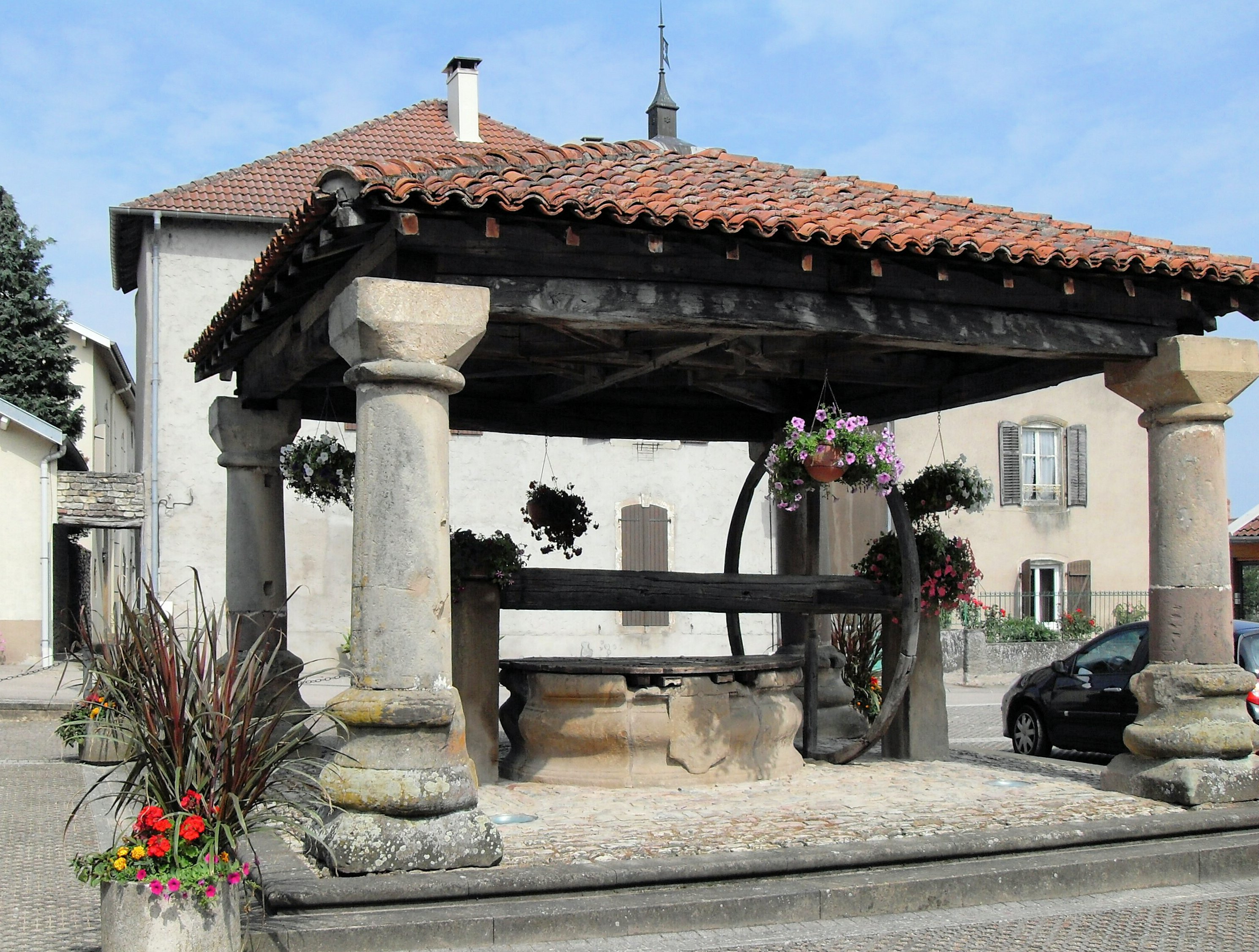
Dorfbrunnen
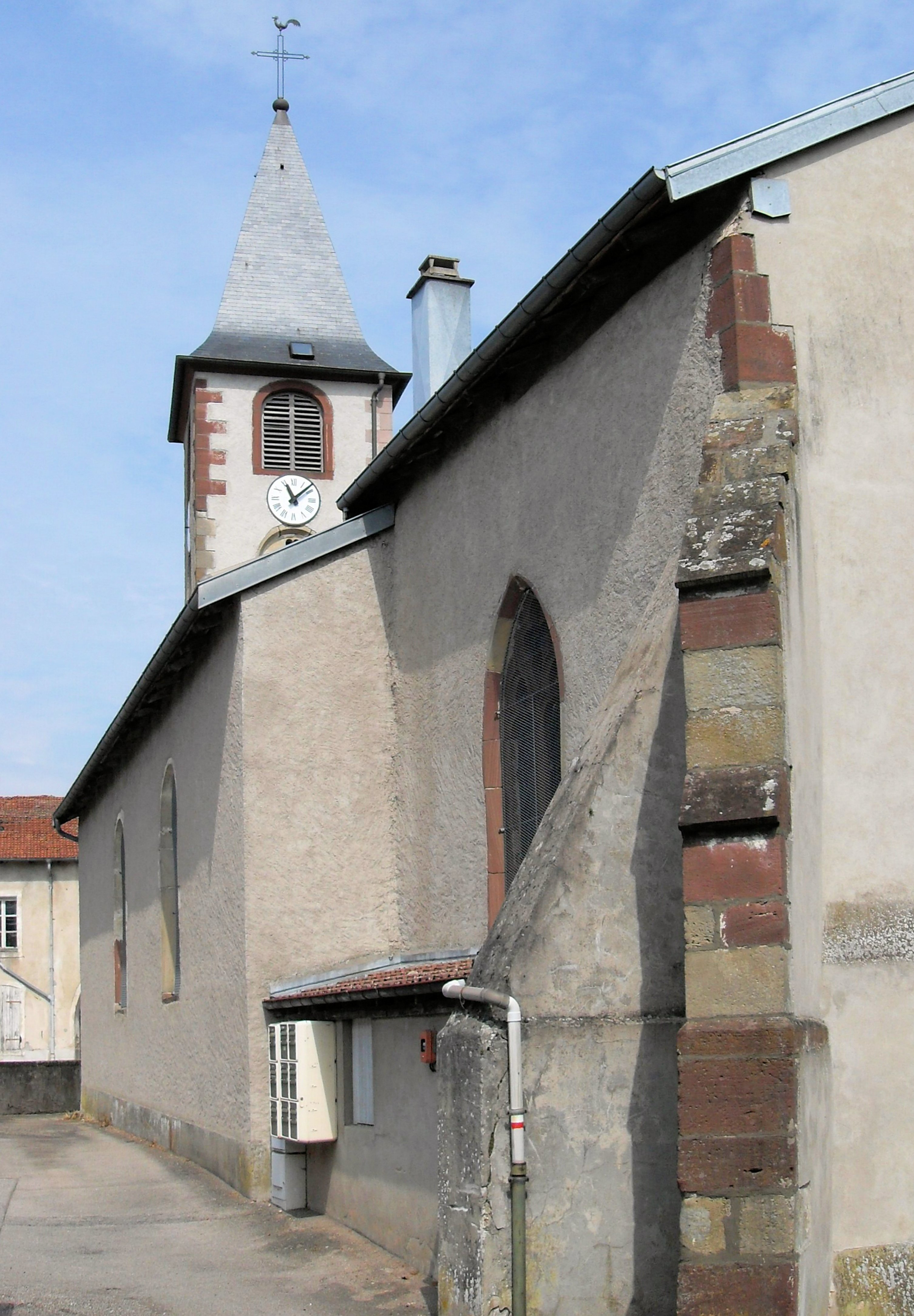
Südwestseite der Kirche
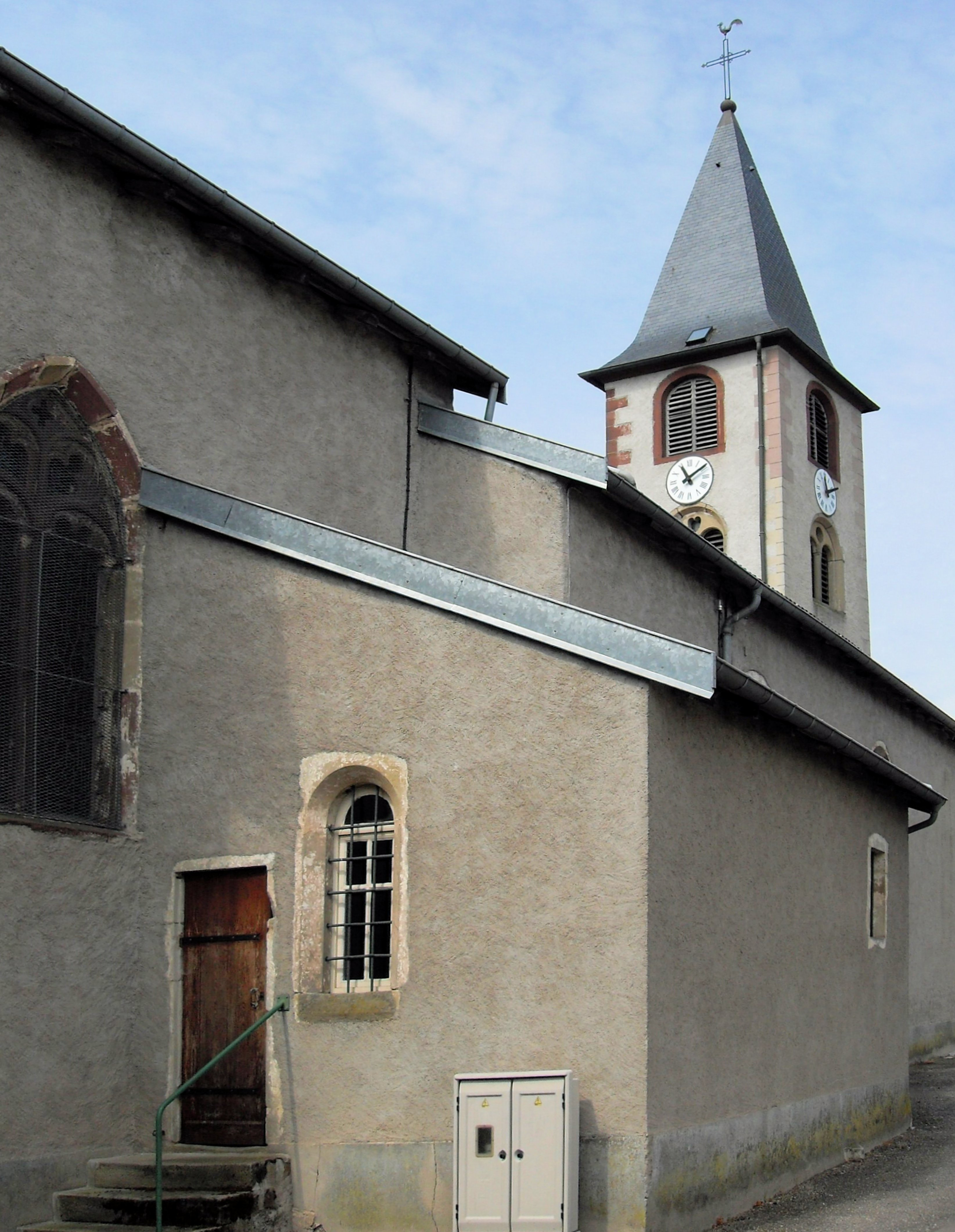
Nordwestseite der Kirche
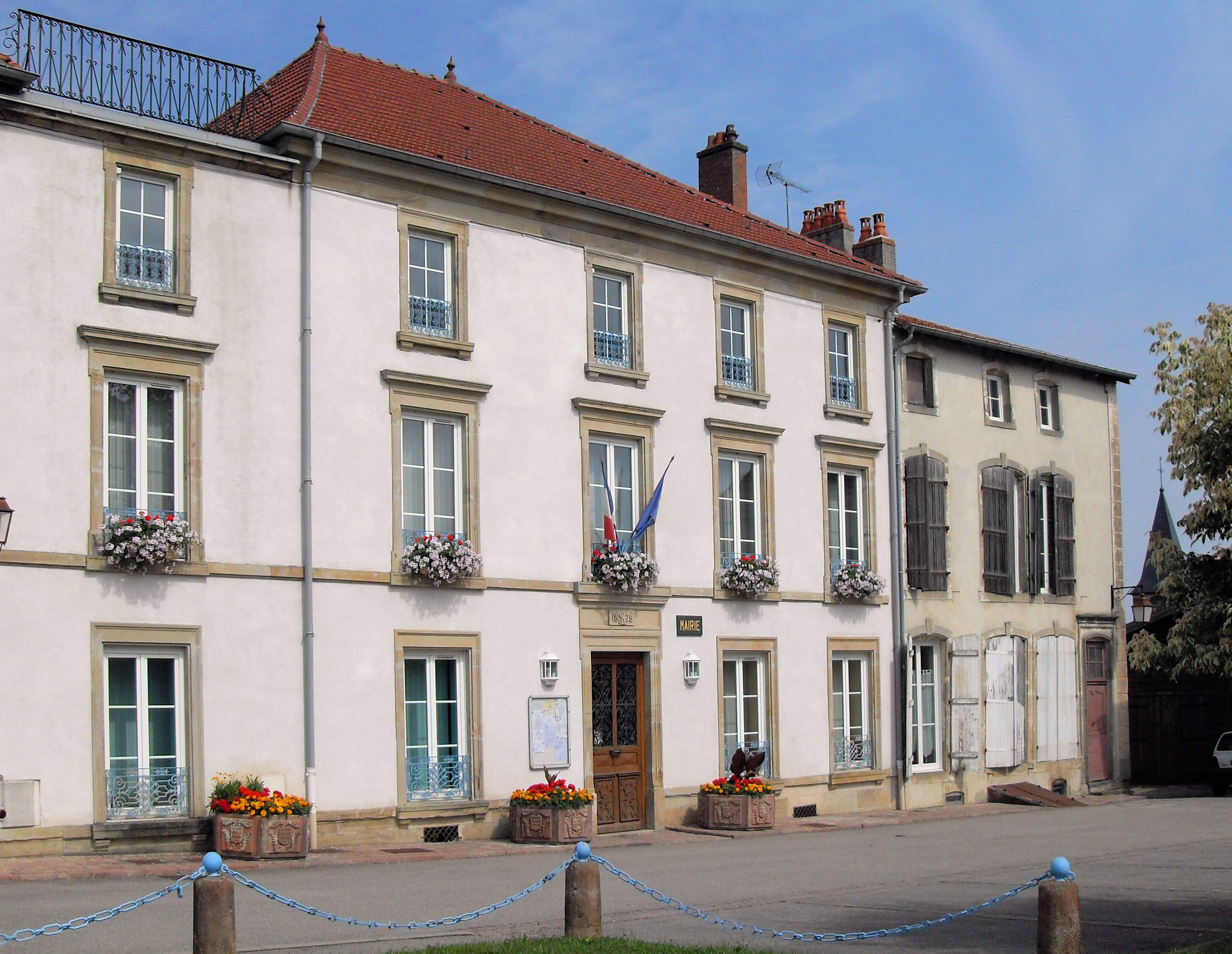
Rathaus

## Wirtschaft und Infrastruktur
Im Süden der Gemeinde befindet sich das Gewerbegebiet L’Aéropôle Sud Lorraine. Unweit des Regionalflugplatzes Épinal-Mirecourt gelegen, konnten hier zahlreiche Betriebe angesiedelt werden, unter anderem Agrar- und Lebensmittelbetriebe sowie Luftfahrttechnik-Unternehmen. In der Gemeinde sind neun Landwirtschaftsbetriebe ansässig (Anbau von Getreide und Nüssen, Milchwirtschaft, Zucht von Pferden, Rindern, Schafen und Ziegen).
Auf einem Gelände westlich des Dorfkerns findet alljährlich eine der größten Landwirtschaftsausstellungen Frankreichs mit über 1000 Anbietern statt.
Durch den Süden der Gemeinde führt die teilweise zweistreifig ausgebaute Fernstraße D 166 von Épinal nach Neufchâteau mit Anschluss an die Autoroute A31. Die Bahnlinie von Nancy über Mirecourt und Vittel nach Merrey, die von der TER Lorraine betrieben wird, verläuft durch Poussay.

## Belege
1. ↑  Ortsname auf cassini.ehess.fr
2. ↑  Michel Galliker: Église Saint Maurice, Poussay. In: Abbaye de Saint-Maurice. 2015, abgerufen am 19. September 2024 (französisch).
3. ↑  Maxence Hermant: Restaurierung des Prachteinbandes des Poussay-Evangelistars. In: Welterbe des Mittelalters. Schnell und Steiner, Regensburg 2024, ISBN 978-3-7954-3874-6, S. 360.
4. ↑  kurzer Abriss auf foiredepoussay.canalblog.com (französisch)
5. ↑  Poussay auf vosges-archives.com (Memento des Originals vom 4. März 2016 im Internet Archive)  Info: Der Archivlink wurde automatisch eingesetzt und noch nicht geprüft. Bitte prüfe Original- und Archivlink gemäß Anleitung und entferne dann diesen Hinweis. (französisch; PDF; 50 kB)
6. ↑  Poussay auf cassini.ehess
7. ↑  Poussay auf INSEE
8. ↑  Wirtschaft auf cc-paysdemirecourt.fr (Memento vom 14. Mai 2013 im Internet Archive) (französisch)
9. ↑  Landwirtschaftsbetriebe auf annuaire-mairie.fr (französisch)